# Kdo to ví?
Kdo to ví? je česká televizní soutěž, premiérově vysílaná v letech 2016 a 2018 na TV Barrandov.

## O pořadu
Pořad pro TV Barrandov vyráběla společnost Fremantle Media, a to dle německého originálu Wer weiß denn sowas?.

### První řada (2016–2017)
Moderátorem pořadu byl Michal Novotný. Soutěžily mezi sebou dva týmy. Kapitány byli Michal Suchánek a Richard Genzer, v každé epizodě měli oba v týmu jednu známou osobnost. Profesora Broňu si zahrál Bronislav Kotiš. Na výběr bylo 12 otázek z různých oborů, jednou z nich byl vždy otazník nazývaný „překvapení“. Ke každé byly tři možnosti, z nichž jedna byla správná. Za každou správnou odpověď získal tým 5000 Kč. Na konci pořadu následovalo finále, které se skládalo z jedné otázky se třemi možnostmi. Oba týmy mohly vsadit částku od 0 Kč do výše jejich výhry v základní části. Pokud tým odpověděl správně, částka se přičetla na jejich konto. Pokud špatně, týmu byla částka odečtena. Výhra se rozdělila mezi diváky, kteří fandili danému týmu.

### Druhá řada (2017–2018)
Moderátorem pořadu byl Martin Zounar. Soutěžily mezi sebou dva týmy. Kapitány byli Aleš Cibulka a Dana Morávková, v každé epizodě měli oba v týmu jednu známou osobnost. Bronislava Kotiše na pozici profesora nahradil Tomáš Jeřábek. Martin Zounar již otázku pod otazníkem nenazýval „překvapení“, ale „tajemství“. Pravidla soutěže se nezměnila.

## Seznam dílů

### 1. řada
| Č. v pořadu | Č. v řadě | Tým Michala Suchánka | Tým Richarda Genzera | Vítězný tým          |
| ----------- | --------- | -------------------- | -------------------- | -------------------- |
| 1           | 1         | Saša Rašilov         | Jitka Ježková        | Tým Richarda Genzera |
| 2           | 2         | Vlasta Korec         | Sandra Pogodová      | Tým Richarda Genzera |
| 3           | 3         | Maroš Kramár         | Bára Štěpánová       | Tým Michala Suchánka |
| 4           | 4         | Kateřina Kristelová  | Petra Černocká       | Tým Richarda Genzera |
| 5           | 5         | Alice Bendová        | Andrea Bezděková     | Tým Richarda Genzera |
| 6           | 6         | Agáta Hanychová      | Petr „Nasty“ Cerha   | Tým Richarda Genzera |
| 7           | 7         | Uršula Kluková       | Valérie Zawadská     | Tým Richarda Genzera |
| 8           | 8         | Jiří Krampol         | Ivana Jirešová       | Tým Richarda Genzera |
| 9           | 9         | Dana Morávková       | Martin Sitta         | Tým Michala Suchánka |
| 10          | 10        | Martin Zounar        | Betka Stanková       | Tým Michala Suchánka |
| 11          | 11        | František Ringo Čech | Heidi Janků          | Tým Richarda Genzera |
| 12          | 12        | Karel Zima           | Jarmil Škvrna        | Tým Michala Suchánka |
| 13          | 13        | Martina Pártlová     | Veronika Arichteva   | Tým Michala Suchánka |
| 14          | 14        | Alexander Hemala     | Lukáš Langmajer      | Tým Michala Suchánka |
| 15          | 15        | Martin Dejdar        | Štěpánka Duchková    | Tým Michala Suchánka |
| 16          | 16        | Mahulena Bočanová    | Lukáš Pavlásek       | Tým Michala Suchánka |

### 2. řada
| Č. v pořadu | Č. v řadě | Tým Dany Morávkové    | Tým Aleše Cibulky      | Vítězný tým        |
| ----------- | --------- | --------------------- | ---------------------- | ------------------ |
| 17          | 1         | Jan Cimický           | Pavlína Wolfová        | Nikdo              |
| 18          | 2         | Ivo Šmoldas           | Pavel Kožíšek          | Tým Dany Morávkové |
| 19          | 3         | Jan Antonín Duchoslav | Vladimír Hron          | Tým Aleše Cibulky  |
| 20          | 4         | Marek Vašut           | Josef Carda            | Nikdo              |
| 21          | 5         | Iva Hüttnerová        | Zdeněk Podhůrský       | Nikdo              |
| 22          | 6         | Petr Vondráček        | Ondřej Kepka           | Tým Aleše Cibulky  |
| 23          | 7         | Oldřich Navrátil      | Markéta Hrubešová      | Tým Aleše Cibulky  |
| 24          | 8         | Jan Čenský            | Leona Machálková       | Tým Aleše Cibulky  |
| 25          | 9         | Libor Bouček          | Lucie Zedníčková       | Tým Aleše Cibulky  |
| 26          | 10        | David Suchařípa       | Eva Pilarová           | Tým Aleše Cibulky  |
| 27          | 11        | Roman Šebrle          | Josef Váňa             | Tým Dany Morávkové |
| 28          | 12        | Felix Slováček        | Hana Křížková          | Tým Aleše Cibulky  |
| 29          | 13        | Radim Uzel            | Zlata Adamovská        | Tým Aleše Cibulky  |
| 30          | 14        | Igor Bareš            | Antonie Talacková      | Tým Aleše Cibulky  |
| 31          | 15        | Josef Alois Náhlovský | Alena Mihulová         | Tým Dany Morávkové |
| 32          | 16        | Honza Musil           | Michaela Dolinová      | Tým Aleše Cibulky  |
| 33          | 17        | Richard Tesařík       | Jitka Asterová         | Tým Aleše Cibulky  |
| 34          | 18        | Adam Mišík            | Jaroslava Obermaierová | Tým Dany Morávkové |
| 35          | 19        | Leoš Noha             | Pavlína Kafková        | Tým Dany Morávkové |
| 36          | 20        | Jakub Vágner          | Dagmar Pecková         | Tým Aleše Cibulky  |
| 37          | 21        | Standa Hložek         | Marie Retková          | Tým Dany Morávkové |